# Вільгельм Бургдорф
Вільгельм Бурґдорф (нім. Wilhelm Burgdorf; 14 лютого 1895, Фюрстенвальде — 1 травня 1945, Берлін) — німецький офіцер, генерал піхоти. Головний ад'ютант Адольфа Гітлера. Кавалер Лицарського хреста Залізного хреста.

## Біографія
Народився 14 лютого 1895 року. Поступив на службу в 12-й гренадерський полк після закінчення кадетського корпусу в 1915 році.
Після закінчення Першої світової війни служив в рейхсвері. У 1930 році отримав звання гауптмана. У 1935 році він став викладачем тактики у військовій академії в Дрездені в чині майора і був призначений ад'ютантом в штабі 9-го корпусу в 1937 році. Він був підвищений до оберст-лейтенанта в 1938 році.
З травня 1940 по квітень 1942 року — командир 529-го піхотного полку.
У травні 1942 року він став заступником начальника відділу кадрів німецької армії, а начальником відділу був призначений у жовтні 1944 року, після смерті Рудольфа Шмундта. Він займав цю посаду аж до своєї смерті.
З жовтня 1944 року був головним ад'ютантом Гітлера. Відіграв ключову роль у смерті генерал-фельдмаршала Роммеля. 14 жовтня 1944 року і після невдалого замаху на Гітлера, він приїхав у будинок Роммеля і запропонував генерал-фельдмаршалу випити отруту і похорони з великими почестями або суд за державну зраду. Роммель погодився випити ціаністий калій. Родині та близьким сказали, що він помер своєю смертю.
У квітні 1945 року Бурґдорф знаходився в бункері Гітлера. 28 квітня була виявлено, що Генріх Гіммлер веде переговори про капітуляцію Третього рейху з союзниками. Під час суду Гіммлера за зраду Бургдорф був членом судової колегії. 29 квітня Бурґдорф підписав разом з Борманом, Кребсом і Геббельсом заповіт Гітлера.
Близько 21:30 1 травня 1945 наклав на себе руки разом з генералом Кребсом у фюрербункері.

## Нагороди

### Перша світова війна
- Залізний хрест
  - 2-го класу (24 січня 1915)
  - 1-го класу (14 серпня 1916)
- Лицарський хрест королівського ордена дому Гогенцоллернів з мечами (27 серпня 1917)
- Хрест «За військові заслуги» (Австро-Угорщина) 3-го класу з військовою відзнакою (27 лютого 1918)
- Лицарський хрест 2-го класу ордена Фрідріха (Вюртемберг) з мечами (18 липня 1918)
- Ганзейський Хрест (Гамбург) (18 жовтня 1918)

### Міжвоєнний період
- Сілезький Орел 2-го ступеня
- Почесний хрест ветерана війни з мечами (20 грудня 1934)
- Медаль «За вислугу років у Вермахті» 4-го, 3-го і 2-го класу (2 жовтня 1936) — отримав 3 медалі одночасно.

### Друга світова війна
- Застібка до Залізного хреста
  - 2-го класу (15 червня 1940)
  - 1-го класу (17 червня 1940)
- Лицарський хрест Залізного хреста (29 вересня 1941)
- Медаль «За зимову кампанію на Сході 1941/42»